# Brenda Jones
Brenda Jones (Leongatha, 17 novembre 1936) è una mezzofondista australiana, specializzata negli 800 metri piani.
Nel 1960 prese parte ai Giochi olimpici di Roma, dove conquistò la medaglia d'argento con il tempo di 2'04"4, arrivando alle spalle della sovietica Ljudmila Ševcova, che vinse la medaglia d'oro con il tempo di 2'04"3, nuovo record del mondo.
Anche in età avanzata non ha smesso di praticare l'atletica leggera: nel febbraio 2004 corse una mezza maratona nella categoria MF60 in 1h47'36" e successivamente i 10 km in 48'08".

## Palmarès
| Anno | Manifestazione  | Sede | Evento | Risultato | Prestazione | Note |
| ---- | --------------- | ---- | ------ | --------- | ----------- | ---- |
| 1960 | Giochi olimpici | Roma | 800 m  | Argento   | 2'04"4      |      |